# آدم إزغوتي
 آدم إزغوتي  (1996 الجزائر) هو لاعب كرة قدم جزائري.